# 山崎喜陽
山崎喜陽（やまざき きよう（本名としての読みは「よしあき」という説もある）、1921年7月25日 - 2003年11月11日）は、機芸出版社元社長・代表取締役。長崎県佐世保市出身。
戦前は「子供の科学」主催のスピード競争・牽引力競争で優勝。やがて模型鉄道、科学と模型に投稿を続ける。1945年（昭和20年）に東京帝国大学理学部を卒業後、地理学教室に嘱託として残るが鉄道関係の小冊子を数冊発刊した後、1947年（昭和22年）に雑誌「鉄道模型趣味」（TMS）を創刊し、病気のため事実上離れる最晩年まで長年主筆を務めた。また、大陸ヨーロッパと北アメリカで普及していた1/87で16.5mmゲージのHOゲージ、イギリスで普及していた1/76で16.5mmゲージのOO（ダブルオウ）ゲージとの対比の中で、日本型の車輌を1/80の縮尺で16.5mmを走らせるようにし、これらの総称として全部まとめて「16番ゲージ」と言う呼称を定めるなど、日本の鉄道模型界に大きな足跡を残した。神葬祭で葬られた。

## 主な著作
- 「誰にでも作れる電気機関車の製作法」：1946年（昭和21年）
- 「鉄道模型の第一歩（上・下）」：1947年（昭和22年）下巻は出版されず。
- 「ミキスト」：1962年（昭和37年）
- 「蒸気機関車スタイルブック」：1963年（昭和38年）（幻の蒸気機関車「C63」の図面も掲載）
- 「日本型蒸気機関車の製作」：1963年（昭和38年）
- 「スタイルブック モデルマニアのための車輌図面集」：1967年（昭和42年）
- 「明治の機関車コレクション・交通博物館所蔵」：1968年（昭和43年）
- 「鉄道模型」：1976年（昭和51年）カラーブックス

## 受賞歴
- 鉄道友の会鉄道趣味顕賞（シルバー賞）：2002年（平成14年）[2]